# Vince Melouney
Vince Melouney (18 de Agosto de 1945) é um guitarrista, cantor e compositor australiano. Integrou as bandas The Vibratones, Billy Thorpe & the Aztecs, Vince & Tony's Two, Tony Worsley & the Fabulous Blue Jays, The Vince Maloney Sect, Fanny Adams, Cleves, Flite, Barrie McAskill's People e Jeff St. John's Band, mas alcançou fama mundial como guitarrista dos Bee Gees entre 1966-1968. Em 1971, foi contratado para seu lugar Alan Kendall.

## Carreira

### Primeiros grupos
No começo de 1963, junto de seu amigo John Watson, decidiu criar uma banda com influências do rock britânico chamada The Vibratones, onde tocaria guitarra. Inicialmente um trio, a banda se expandiu para um quarteto e gravou um single, "Expressway", que não foi bem sucedido. Após mais algumas trocas de integrantes, The Vibratones se desfez, e Melouney e Watson decidiram criar outro grupo.
O novo grupo de Melouney, intitulado The Aztecs, tocava surf music instrumental e lançou um single, "Smoke and Stack". Entendendo que não bastava terem músicas instrumentais, os integrantes decidiram chamar um cantor principal para banda, inicialmente Johnny Noble. Por sua vez, Noble não pretendia ficar com a banda em tempo integral, então Melouney e Watson foram à procura de um outro cantor e acabaram encontrando Billy Thorpe, um ex-ator infantil que queria entrar no negócio da música. Com sua entrada, a banda passou a se chamar Billy Thorpe & the Aztecs. O primeiro single do grupo, "Blue Day", não foi bem-sucedido nacionalmente, mas apenas em Sydney; já o segundo, a versão de "Poison Ivy", foi um sucesso nacional, chegou ao primeiro lugar e ficou dezesseis semanas entre as quarenta melhores, proporcionando à banda a gravação do primeiro álbum. Logo depois, porém, o grupo trocou de gravadora e foi para a Parlophone, onde gravou mais alguns singles e outro álbum. Melouney ficou na banda até o começo de 1965, quando saiu junto do também guitarrista Tony Barber.
No começo de 1965, Melouney e Tony Barber formaram um duo de curta duração denominado Vince & Tony's Two. Já no meio do ano, juntou-se ao grupo Tony Worsley & the Fabulous Blue Jays. No começo de 1966, adotou o nome artístico Vince Maloney, já que a pronúncia de seu sobrenome levava muitos a escreverem-no errado, e fundou o grupo The Vince Maloney Sect, que gravou um single de sucesso moderado, especialmente na região de Melbourne, e um EP. Ainda em 1966, gravou o single solo "I Need Your Lovin' Tonight" / "Mystery Train", tendo os Bee Gees como vocal de apoio em ambas as canções. Por essa época, tocou guitarra na gravação de algumas canções dos Bee Gees, mas não se sabe, com certeza, de quais. Desde então, se tornaram amigos.

### Bee Gees
Em 1967, Melouney se instalou no Reino Unido e, ao falar com o grupo The Easybeats, de amigos seus da Austrália, ficou sabendo que os Bee Gees também estavam na Inglaterra e obteve o contato deles. Ao falar com Maurice Gibb, ele lhe disse que os Bee Gees haviam assinado um contrato com Robert Stigwood e iriam começar a gravar dali a alguns dias, e o convidou para tocar guitarra em uma de suas canções. Em 7 de março de 1967, Melouney foi aos estúdios IBC e participou da gravação de "New York Mining Disaster 1941"; após a gravação, foi convidado a permanecer no grupo.
Vince foi o guitarrista principal nos seus primeiros três álbuns; Bee Gees' 1st, Horizontal e Idea, e também gravou a canção "Marley Purt Drive", do álbum Odessa. Dos três, Horizontal é o mais baseado em guitarra, e algumas músicas destacam bem a participação de Melouney, como no solo na canção "The Change Is Made". Segundo o próprio Vince, ele não tinha influência criativa nas canções dos Gibb, exceto o arranjos de algumas canções e a canção própria "Such a Shame", gravada em 14 de junho de 1968 e lançada na versão britânica do álbum Idea.
No meio das gravações do álbum Odessa, sentiu que sua guitarra não tinha tanto espaço e decidiu sair da banda de forma amigável. Em 1 de dezembro de 1968, atuou por última vez com os Bee Gees.

### Projetos posteriores
Em 1969, começou a gravar um disco solo a ser chamado Maiden Voyage, porém o disco nunca foi finalizado. Melouney fez testes para o Ashton, Gardner and Dyke, cujo guitarrista Steve Howe havia saído para a banda Yes, e foi admitido como guitarrista e empresário da banda. Produziu um álbum para o grupo a ser lançado pela Apple Records, mas tal disco nunca veio à luz. Por diferenças musicais, Vince acabou saindo do grupo e voltou a preparar seu álbum solo.
Enquanto gravava músicas para seu álbum, Vince entrou em contato com o artista australiano Teddy Toi e, junto aos conterrâneos Doug Parkinson e Johnny Dick, formaram o supergrupo Fanny Adams, que lançou apenas um single e um álbum. O grupo planejou uma turnê australiana, mas problemas com o promotor da banda fizeram com que o grupo se separasse.
De volta à Inglaterra, em 1971, participou de uma turnê com o grupo Cleves, e depois com o grupo Flite. Em 1972, foi convidado a formar o grupo Barrie McAskill's People, do cantor Barrie McAskill. Em 1973, entrou para a banda de Jeff St. John, a Jeff St. John's Band, onde ficou até 1974. Vince conta que, com essas experiências, ficou frustrado com o mundo da música, acabando por afastar-se dela. No verão de 1976, escreveu para os Bee Gees as canções "Let It Ride" e "Morning Rain", mas elas não foram gravadas.
Em 1982 , regressou à Austrália, gravando e atuando em turnês na banda de John Paul Young chamada John Paul Young and the All Stars, com quem ficou até 1986 . Depois disto, saiu da música e passou a trabalhar freelance para a indústria da publicidade.
Em 1990, passou a morar em Queensland e, em 1996, voltou a fazer concertos pela Austrália, muitas vezes solo, às vezes com uma banda. Em 1999, atuou de novo com os Bee Gees no último concerto da turnê One Night Only, em Sydney, e realizou uma turnê com Billy Thorpe and the Aztecs entre 2002 e 2003.
No fim de 2003, editou o seu primeiro álbum solo, Here at Last, re-editado no ano seguinte como Covers, incluindo versões de cancões de Steve Millers, Billy Joel e Rufus Thomas.

## Discografia

### Álbuns
Billy Thorpe & the Aztecs
- 1964 — Poison Ivy (álbum dividido com a banda Johnny Noble and the Mods)
- 1964 — Billy Thorpe and the Aztecs

Bee Gees
- 1967 — Bee Gees' 1st
- 1968 — Horizontal
- 1968 — Idea
- 1969 — Odessa

Fanny Adams
- 1971 — Fanny Adams

Solo
- 2003 — Here At Last (depois reeditado como Covers)

### Singles
The Vibratones
- 1963 — "Expressway" / "Man Of Mystery"

The Aztecs
- Jan 1964 — "Smoke and Stack" / "Board Boogie"

Billy Thorpe & The Aztecs
- Abr 1964 — "Blue Day" / "You Don't Love Me
- Jun 1964 — "Poison Ivy" / "Broken Things"
- Ago 1964 — "Mashed Potato" / "Don'cha Know"
- Out 1964 — "Sick and Tired" / "About Love"
- Dez 1964 — "Over the Rainbow" / "That I Love"

The Vince Maloney Sect
- Mar 1966 — "No Good without You" / "She's a Yum Yum"
- Jun 1966 — "No Good without You" / "She's a Yum Yum" // "Sticks and Stones" / "Watch Your Step"

Solo
- Set 1966 — "I Need Your Lovin' Tonight" / "Mystery Rain"

Bee Gees
- Abr 1967 — "New York Mining Disaster 1941" / "Close Another Door"
- Jun 1967 — "To Love Somebody" / "I Can't See Nobody"
- Set 1967 — "Holiday" / "Every Christian Lion Hearted Man Will Show You" (não RUN)
- Set 1967 — "Massachusetts" / "Barker of the UFO"
- Dez 1967 — "World" / "Sir Geoffrey Saved the World" (não EUA)
- Jan 1968 — "Words" / "Sinking Ships"
- Fev 1968 — "And the Sun Will Shine" / "Really and Sincerely" (FRA)
- Mar 1968 — "Jumbo" / "The Singer Sang His Song"
- Jul 1968 — "I've Gotta Get a Message to You" / "Kitty Can"
- Dez 1968 — "I Started a Joke" / "Kilburn Towers" (não RUN)
- Jul 1969 — "Marley Purt Drive" // "Suddenly" / "Sound of Love" (PROMO)
- Jan 1970 — "Let There Be Love" / "Really and Sincerely" (BEL/PBX)

Fanny Adams
- Fev 1971 — "Got To Get A Message To You" / "They're All Losers Honey"